# 爱德华多·卡马尼奥
爱德华多·奥斯卡·卡马尼奥（西班牙語：Eduardo Oscar Camaño，1946年6月17日—），阿根廷正义党员，曾在2001年至2005年間擔任阿根廷眾議院議長，並在阿道弗·罗德里格斯·萨阿辞去阿根廷臨時总统职务之後，以阿根廷眾議院議長身份代執行阿根廷总统的行政權力。
卡马尼奥12月5日当选阿根廷众议院议长，12月31日，在参议院议长罗德里格斯·萨阿辞去臨時总统职务和参议院临时议长普埃尔塔辞职后，按法律规定的顺序，由卡马尼奥代為執行总统的行政權力。他是12月20日德拉鲁阿总统辞职以来，继普埃尔塔之后，第二位擔任阿根廷的最高權利位置不超過48小时的人。

## 生平

### 早年以及当选议员
卡马尼奥生于布宜诺斯艾利斯，是一位企业管理学硕士。
在上个世纪80年代初从政，曾于1983年至1985年担任基尔梅斯市政议员。1985年至1987年期间，成为布宜诺斯艾利斯省省议员。1987年至1991年，卡马尼奥担任基尔梅斯市市长。
自1991年起，卡马尼奥连续四次当选为阿根廷国家众议员，并于2001年至2005年担任众议院议长。